# Іллінський скит
40°16′51.73″ пн. ш. 24°15′09.57″ сх. д. / 40.2810361° пн. ш. 24.2526583° сх. д.

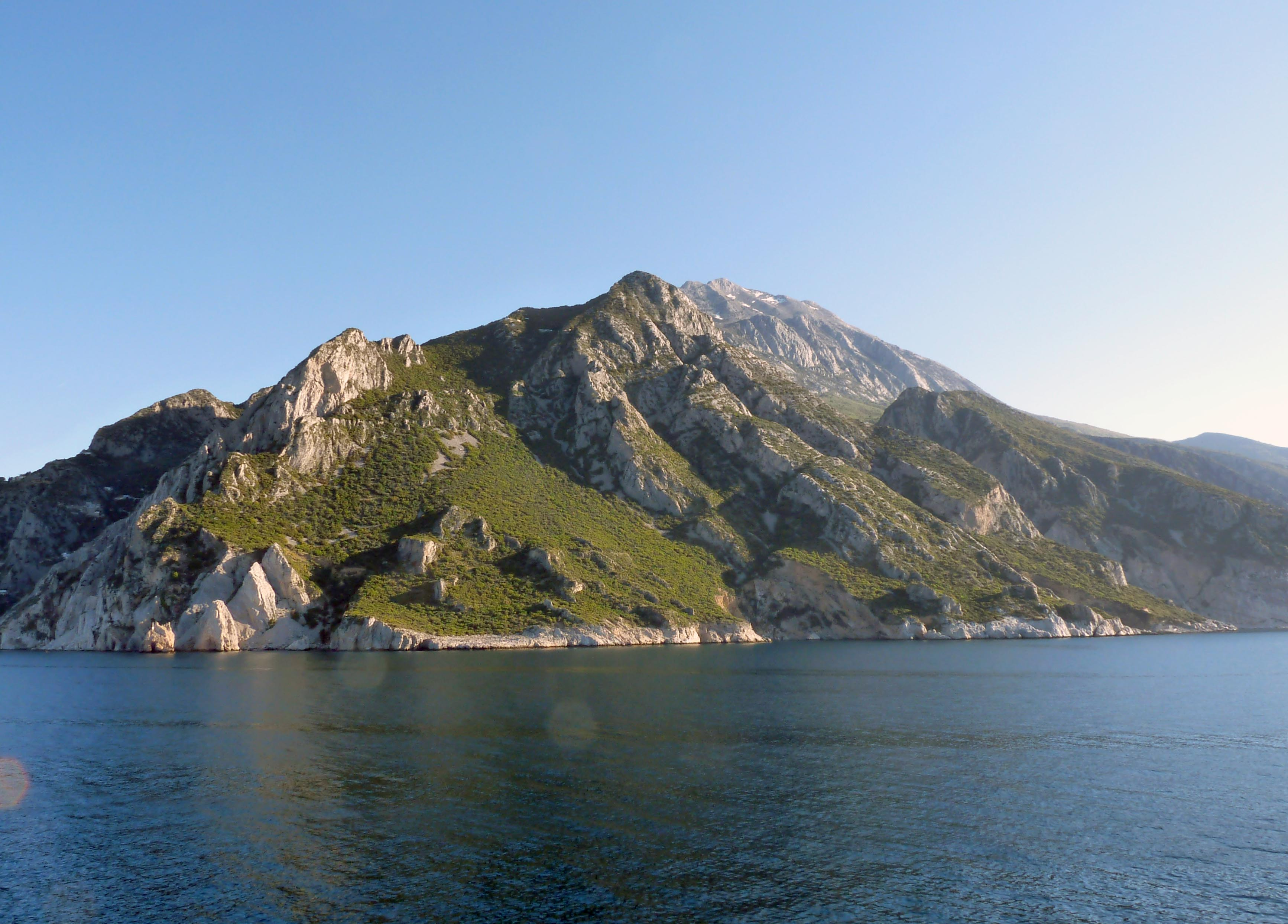
Афонська Гора

Іллінський скит, також Іллінський козацький скит чи Іллінський запорізький скит — скит, заснований преподобним Паїсієм Величковським у 1759 році на горі Афон і відбудований російськими ченцями в XIX столітті.
В скиті зберігається Тихвінська сльозоточива ікона Божої Матері.
До 1992 року в скиті проживали п'ятеро російських ченців Російської зарубіжної церкви, що належали до братства монастиря Пантократор, але в травні 1992 року скит відійшов до монастря Ватопед через те, що його ченці відмовилися поминати в своїх службах константинопольського патріарха, в юрисдикції якого перебувають Святогірські монастирі, і були вислані з Афона.

## Історія
У XVIII столітті звернено особливу увагу на Афон як на спокійне місце життя і подвигу. Так постав український Скит святого пророка Іллі або, так званий, Іллінський козацький чи запорізький.
Скит заснований на землях Пантократового монастиря ієромонахом Паїсієм Величковським (1722—1794), уродженцем Полтави. До Паїсія почали сходитися ченці — українці, греки та молдавани. На Афон стали прибували емігранти, козаки з колишньої армії гетьмана Мазепи, бажаючи в молитві й подвигу дожити свого віку.
Невдовзі Паїсій попросив у Пантократового монастиря просторішого приміщення, — і йому віддали порожню келію святого пророка Іллі. Це було в 1759 році, і відтоді на Афоні постав Іллінський козацький український Скит.
Тут старець Паїсій переклав з грецької «Добротолюбіє» та твори засновників християнської аскези.

## Настоятелі

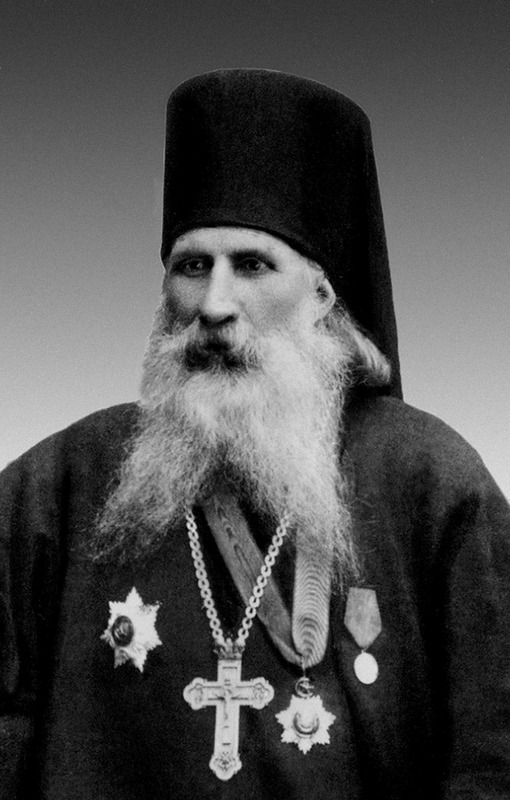
Архімандрит Гаврило Афонський

- Паїсій (Величковський) (1757—1763)
- Варлаам
- Хаджі
- Афанасій
- Парфеній
- ієросхимонах Товія (? — 1887)
- архімандрит Гаврило Афонський (1887 - 19 жовтня (1 листопада) 1901)
- архімандрит Максим (1901 — ?)
- архімандрит Іоанн (†1952)
- схиархімандрит Миколай (Півень) (1952 — †17 квітня 1973)
- архімандрит Серафим (Бобіч) (1973 — 20 травня 1992+18 червня 2020)
- схиархімандрит Іоаким (Карахрістос) (з 1992 - +28 червня 2021)
- архімандрит Филимон (з 2 серпня 2021)